# Фрідріх Алєфельд
Фрідріх Ґеорґ Крістоф Алєфельд, званий Лехдрінґ Лехдрінґгаузен (нім. Friedrich Alefeld; 21 жовтня 1820, Ґрефенгаузен  —  28 квітня 1872, Обер-Рамштадт) — німецький лікар і ботанік. Його офіційна абревіатура для ботанічного автора — «Alef.»

## Життєпис
Фрідріх Алєфельд народився в сім'ї члена церковної ради. Він навчався у гімназіях у Вормсі та в Дармштадті, потім у 1839 році перейшов до Університуту Юстуса Лібіґа в Ґісені. Від 1840 до 1842 року він навчався в Гайдельберзі, де зосередився на природничих науках. У 1843 році отримав докторський ступінь у Ґісені. Після шести місяців практичної роботи в лікарні Юліуса у Вюрцбурзі він став дільничним лікарем поблизу Дармштадта: з весни 1844 року в Нідер-Модау, а з 1847 року в Обер-Рамштадті, з 1 липня 1867 року жив у колишньому будинку доктора Ґустава Кньоса та став власником маєтку з 1868 року. В Обер-Рамштадті на честь Алєфельда названо вулицю.

## Діяльність
Його наукова робота була зосереджена, зокрема, на систематичному вивченні німецьких сільськогосподарських рослин та їх систематиці. Він присвятив себе, зокрема, окремим родам рослин з родин бобових та мальвових. Окрім серії есеїв у німецьких ботанічних журналах того часу, він також написав книгу про вплив трав'яних ванн на здоров'я.

## Твори
Вибірка з його численних творів:
- Landwirthschaftliche Flora. oder Die nutzbaren kultivirten Garten- und Feldgewächse Mitteleuropa's in allen ihren wilden und Kulturvarietäten für Landwirthe, Gartner, Gartenfreunde und Botaniker insbesondere für landwirthschaftliche Lehranstalten. Berlin, Wiegandt & Hempel, 1866.
- Grundzüge der Phytobalneologie; oder, Der Lehre von den Kräuter-Bädern. Neuwied, Heuser, 1863.
- Die Bienen-Flora Deutschlands und der Schweiz. Neuwied, Heuser, 1863.

## Вебпосилання
- Бібліографія. Фрідріх Алєфельд // Німецька національна бібліотека
- Фрідріх Алєфельд(англ.): інформація на сайті IPNI.
- Alefeld, Friedrich Christoph Wilhelm